# James Mill

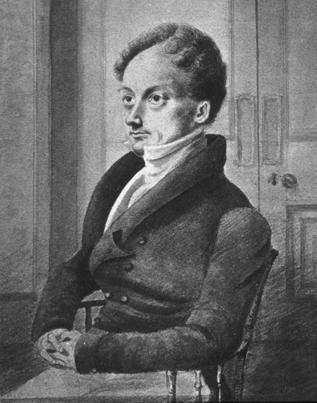
James Mill, Porträt eines unbekannten Künstlers

James Mill (* 6. April 1773 in Northwaterbridge, Pfarrei Logie Pert, Forfarshire/Angus, Schottland, südl. Aberdeen; † 23. Juni 1836 in Kensington) war ein schottisch-britischer Theologe, Historiker, Philosoph, Erziehungswissenschaftler, Strafrechtsreformer und Volkswirt. Gemeinsam mit Jeremy Bentham war er ein Verfechter des Utilitarismus, einer v. a. in England vertretenen gedanklichen Richtung, die den Nutzen für den Einzelnen und die Gesellschaft in den Mittelpunkt ihrer philosophischen, politischen und wirtschaftlichen Überlegungen stellte. Sein ältester Sohn ist der berühmte utilitaristische Ökonom und Denker John Stuart Mill.

## Leben

Elements of political economy, 1826

### Herkunft, Ausbildung
Als ältester Sohn eines Schuhmachers und Kleinbauern widmete sich Mill, gefördert durch seine ehrgeizige Mutter, ganz dem Lernen; seinen eigentlichen schottischen Namen „Milne“ wandelte sie in das in englischen Ohren besser klingende „Mill“ ab. Mit einem Stipendium der presbyterianischen Gemeinde begleitete er eine ortsansässige Adelige als Hauslehrer für ihre Tochter nach Edinburgh, wo er sich im Jahr 1790 an der dortigen Universität einschrieb; die schottischen Universitäten – neben Edinburgh und Glasgow auch Aberdeen und St. Andrews – galten als vorbildlich im Sinn der Aufklärung, Mill war nach den Worten seines Sohnes „der letzte Überlebende dieser großen Schule“. Die Liebe zu seiner adeligen Schülerin, die heftig erwidert wurde, scheiterte an seinem Stand: 1797 heiratete die innig Geliebte einen Adligen und starb kurz darauf im Kindbette, mit Mills Namen auf den Lippen. Hauslehrerstellen bei anderen Adelsfamilien ließen ihn auf unangenehme Weise immer wieder seine Abkunft fühlen. Nach dem Ende seines Theologiestudiums (1798) war er zunächst als presbyterianischer Prediger tätig, wurde dann aber – desillusioniert und ohne rechten Glauben – Lehrer und widmete sich historischen und philosophischen Studien.

### Schriftstellerische und politische Tätigkeit
1802 ging er nach London und wurde Mitarbeiter an mehreren Journalen (Anti-Jacobin Review, British Review, Eclectic Review, Edinburgh Review, Westminster Review, 1806–1818). 1804 verfasste er eine Streitschrift über den Getreidehandel, in der er sich im Sinn der Freihändler für die Aufhebung der Exportzölle aussprach, und begann 1806 mit der Arbeit an seiner „Geschichte Britisch-Indiens“ (3 Bde., 1817/18). Seine Artikel zu politischen, rechtlichen und pädagogischen Themen (u. a. Artikel „Government“) in der 4.–6. Auflage der Encyclopaedia Britannica beeinflussten die öffentliche Meinung der 1820er Jahre maßgeblich und führten in ihrem demokratischen Ansatz zur Reform Bill des Jahres 1832.
1807 oder 1808 begegnete Mill Jeremy Bentham, dem Gründer des Utilitarismus, dessen Lehre er sich verschrieb und für die er in der Öffentlichkeit gegen die beginnenden Tendenzen der romantischen Schule eintrat. Beide arbeiteten für religiöse Toleranz und eine Reform des Rechts, Freiheit der Rede und Presse und fürchteten ein Scheitern des britischen parlamentarischen Systems an seinen eigenen Mängeln. Anders als der reiche Junggeselle Bentham musste Mill mit seiner stetig wachsenden Familie aber in harter Arbeit auf praktische Ergebnisse bedacht sein: seine Schriften zeichneten sich daher durch Verständlichkeit und unmittelbare Wirkung aus.
Zugleich wirkte Mill für die Errichtung von Lancasterschulen, die gegenseitiges Unterrichten der Schüler vorsahen, und war einer der Gründer der Londoner Universität (University College, 1825).
Es ist umstritten, welchen Anteil Mill an der Entwicklung des Say'schen Theorems in seiner heute bekannten Form hat („Jedes Angebot schafft sich seine Nachfrage selbst“).

### Anstellung bei der East India Company
Seine History of British India (1817/18) wurde mit allgemeinem Beifall aufgenommen, und obwohl sie die Missbräuche der indischen Verwaltung schonungslos aufdeckte, erhielt ihr Verfasser doch im Jahr 1819 von der Ostindischen Kompanie einen einträglichen Posten in der East India Company, zunächst als Assistant Examiner of Correspondence, schließlich als Chef des Prüfungsausschusses im India House in London (1830), die ihn der ständigen Sorgen um sein Auskommen und der Abhängigkeit von Gönnern (u. a. Benthams) enthoben. Seine 17 Jahre währende Tätigkeit im Ausschuss veränderte das System, nach dem Indien regiert wurde, vollständig; seine utilitaristisch-rationalistische Sicht auf diesen Subkontinent ließ das Land allerdings in einem wenig vorteilhaften Licht erscheinen.

### Politische und pädagogische Ideen
Mill galt als Sprachrohr der englischen „Radikalen“, einer nach heutigen Begriffen liberalen politisch-philosophischen Gruppierung, die auf wirtschaftlichem Gebiet die Gedanken eines David Ricardo, mit dem er befreundet war, und seines Landsmanns Adam Smith aufnahm. Mill schrieb neben der History of British India noch Elements of Political Economy (London, 1821, neue Ausgabe 1846). James Mill, «Elements of political economy»
Text wurde von Parisot, Jacques-Theodore (* 1783), Paris 1823 ins französische Übersetzt. Ebenso verfasste Mill eine Anzahl philosophischer Werke, darunter Analysis of the Phenomena of the Human Mind (1829; neue Ausg., mit Anmerkungen von John Stuart Mill, 1869; 2. Aufl. 1878, 2 Bde.), in dem er den Utilitarismus auch auf die Psychologie anwendete. Er nahm dabei Ideen der Französischen Revolution und der Aufklärung auf – Menschenrechte, Gleichheit der Menschen vor dem Gesetz, allgemeines Wahlrecht –, fügte ihnen aber Elemente der britischen politischen Praxis – Kontrolle der Regierung sowie den Schutz des Eigentums – hinzu. Seine utilitaristische Überzeugung, dass die Menschen in erster Linie von ihrem Eigeninteresse geleitet würden, führte ihn zu der Schlussfolgerung, dass eine gute Regierung wesentlich von der Interessenkongruenz der Regierten mit den Regierenden abhinge (Essay on Government, 1828).
Mills pädagogische Vorstellungen waren vom Glauben an die Verbesserbarkeit des Menschen durch Erziehung geprägt; in seinem Optimismus den Frühsozialisten Robert Owen und Saint-Simon ähnlich, hielt er die Menschheit für lange noch nicht auf der Höhe ihrer Möglichkeiten angelangt, auch was die praktischen Lebensumstände betraf. Sein gefühlsfeindlicher Rationalismus machte ihn zum erklärten Gegner der Romantiker und hinderte ihn daran, die anderen Facetten des menschlichen Charakters zu erkennen.

### Familienverhältnisse
Mill heiratete 1805 Harriet Mill, mit der er neun Kinder hatte, darunter John Stuart Mill als Ältestem. Die Ehe gestaltete sich später als zunehmend schwierig.

## Zitate
- „Mr. Mill war beredt, und im Gespräch beeindruckte er. Ihm stand eine Sprache zur Verfügung, die den Stempel seiner ernsten, kraftvollen Natur trug. Vor allem junge Männer suchten seine Gesellschaft... Niemand konnte sich seiner Gesellschaft entziehen, ohne einen Teil seiner vornehmen Begeisterung mitgenommen zu haben... Die Unterhaltung mit ihm war so bestimmt und gedanklich so vollständig, so knapp und exakt im Ausdruck..., dass seine gesprächsweise geäußerten Gedanken und Beobachtungen, hätte man sie aufgezeichnet, Meisterwerke gewesen wären“; John Black, Hrsg. des Morning Chronicle, 1836, zit. nach Bain, S. 457.

## Kritik

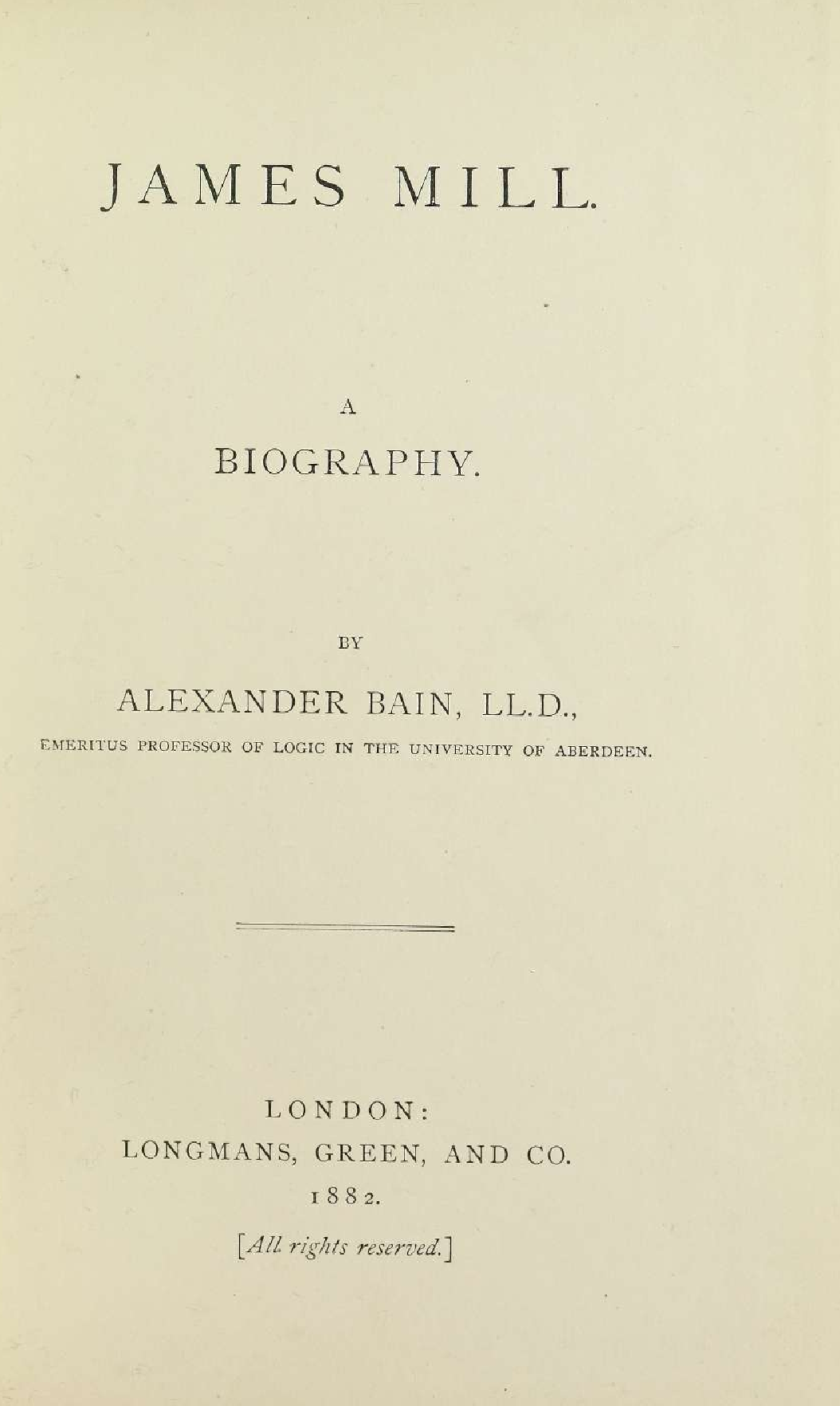
Alexander Bain, James Mill, 1882

- John Stuart Mill (1806–1873), der älteste Sohn, wurde durch den Vater mit außerordentlicher Strenge und Sorgfalt erzogen; seinen Geschwistern musste er den gelernten Stoff auf die gleiche Weise – dies war die Methode der Lancasterschule – beibringen; in seiner Autobiographie zeichnet er eine ernüchternde Charakteristik des Vaters: „Ich wuchs ohne Liebe auf, statt dessen in beständiger Furcht“.[6]
- So gewinnend und umgänglich Mill im Gespräch sein konnte, so trocken und didaktisch wirkten seine Schriften; sein schottischer Zeitgenosse, der Politiker und Sozialreformer Thomas Babington Macaulay (1800–1859) bezichtigte ihn und seine utilitaristischen Mitstreiter in seiner berühmt gewordenen Kritik – "a famous attack" (so John Stuart Mill) – „einer quäkerhaften Plattheit, oder besser gesagt: einer zynischen Missachtung und Unreinheit des Stils“. Ihre scheinbare Verständlichkeit beruhe vor allem auf Tautologien („Menschen handeln nur aus Eigeninteresse“), Syllogismen und Metaphern. Praxis und der Anschauung lehrten mehr als die gesamte Theorie, auch wenn diese noch so zwingend, logisch und überzeugend vorgetragen werde. Mills deduktive Logik scheitere und mit ihr sein ganzes Gedankengebäude.[7]
- Schumpeter nannte Mills Geschichte Britisch-Indiens „monumental und in der Tat bahnbrechend“, während der Essay on Government nur als „uneingeschränkter Schwachsinn“ bezeichnet werden könne.[8]
- Mill hat den indischen Subkontinent, dessen Geschichte er in drei Bänden beschrieb, anders als sein Widersacher Macaulay, der für die Kompanie in Kalkutta tätig war, nie kennengelernt, noch sprach oder schrieb er eine der Landessprachen. Seine Unkenntnis hielt er jedoch im Vorwort zu seinem Werk nicht nur für entschuldbar („Tacitus war auch nie in Germanien“, Bd. 1, S.xxi), sondern bezeichnete sie in kühnem Gegenangriff sogar als Beweis für seine Objektivität: „Ist es nicht so, dass ein Richter, der die Details einer Tat nie persönlich gesehen hat, im Laufe seiner Untersuchung ein ausgewogeneres Bild erhält als jeder einzelne von denen, denen er seine Informationen verdankt?“ (ebda, S.xxvi).